# Tisnaren
Tisnaren är en sjö i Finspångs, Katrineholms och Vingåkers kommuner på gränsen mellan Östergötland och Södermanland och ingår i Nyköpingsåns huvudavrinningsområde. Sjön är 23 meter djup, har en yta på 37,8 kvadratkilometer och befinner sig 44 meter över havet. Sjön avvattnas av vattendraget Bokvarnsån (Svarttorpsån).
Tisnaren avrinner via Forsaån till Viren och ingår i Nyköpingsåns vattensystem. Sjöns omgivningar består av kuperad och svårtillgänglig terräng. Inga större orter ligger kring sjön. Tisenö är den största ön i Tisnaren och har bofast befolkning.
Åren 1910–15 byggdes Tisnare kanal för att förenkla frakt av gods till stambanans station vid Ändebol, som ligger på Sörmlandssidan om gränsen mellan Södermanland och Östergötland.
För att värna om Tisnaren och angränsande vattendrag finns Föreningen Rädda Tisnaren. Vid Tislången, som är en i det närmaste avsnörd vik av Tisnaren ligger gården Beckershof.

## Delavrinningsområde
Tisnaren ingår i delavrinningsområde (653723-150630) som SMHI kallar för Utloppet av Tisnaren. Medelhöjden är 54 meter över havet och ytan är 129,1 kvadratkilometer. Räknas de 33 avrinningsområdena uppströms in blir den ackumulerade arean 711,13 kvadratkilometer. Bokvarnsån (Svarttorpsån) som avvattnar avrinningsområdet har biflödesordning 2, vilket innebär att vattnet flödar genom totalt 2 vattendrag innan det når havet efter 85 kilometer. Avrinningsområdet består mestadels av skog (48 procent) och jordbruk (10 procent). Avrinningsområdet har 40,14 kvadratkilometer vattenytor vilket ger det en sjöprocent på 31,1 procent.